# FIRA-Pokal 1973/74
Der FIRA-Pokal 1973/74 (engl. FIRA Trophy) war ein Wettbewerb für europäische Nationalmannschaften in der Sportart Rugby Union. Es handelte sich um die 14. Ausgabe der vom Verband FIRA organisierten Rugby-Union-Europameisterschaft sowie um die erste Ausgabe unter diesem Namen. Beteiligt waren zehn Mannschaften, die in zwei Divisionen eingeteilt waren. Den Europameistertitel gewann zum 13. Mal Frankreich.

## Modus
Tabellenpunkte: Für einen Sieg gab es drei Punkte, für ein Unentschieden zwei Punkte, bei einer Niederlage einen Punkt.
Spielpunkte: 4 Punkte für einen Versuch, 2 Punkte für eine Erhöhung, 3 Punkte für einen Strafstoß, 3 Punkte für ein Dropgoal.

## Erste Division
|    | Land       | Spiele | Siege | Unent. | Ndlg. | Spiel- punkte | Diff. | Tabellen- punkte |
| -- | ---------- | ------ | ----- | ------ | ----- | ------------- | ----- | ---------------- |
| 1. | Frankreich | 4      | 4     | 0      | 0     | 82:16         | + 66  | 12               |
| 2. | Rumänien   | 4      | 3     | 0      | 1     | 68:31         | + 37  | 10               |
| 3. | Spanien    | 4      | 2     | 0      | 2     | 42:35         | + 7   | 8                |
| 4. | Polen      | 4      | 1     | 0      | 3     | 14:30         | − 16  | 6                |
| 5. | Marokko    | 4      | 0     | 0      | 4     | 12:106        | − 94  | 4                |

| 11. November 1973 | Frankreich | 7 : 6 | Rumänien | Stade Évelyne-Jean-Baylet, Valence-d’Agen |
| 11. November 1973 |            |       |          | Stade Évelyne-Jean-Baylet, Valence-d’Agen |

| 28. Februar 1974 | Spanien | 7 : 15 | Frankreich A | Estadio Nacional Universidad Complutense, Madrid |
| 28. Februar 1974 |         |        |              | Estadio Nacional Universidad Complutense, Madrid |

| 3. März 1974 | Marokko | 9 : 22 | Rumänien | Stade du C.O.C., Casablanca |
| 3. März 1974 |         |        |          | Stade du C.O.C., Casablanca |

| 10. März 1974 | Frankreich A | 54 : 3 | Marokko | Stade Marcel-Deflandre, La Rochelle |
| 10. März 1974 |              |        |         | Stade Marcel-Deflandre, La Rochelle |

| 31. März 1974 | Spanien | 22 : 0 | Marokko | Estadio Nacional Universidad Complutense, Madrid |
| 31. März 1974 |         |        |         | Estadio Nacional Universidad Complutense, Madrid |

| 14. April 1974 | Rumänien | 20 : 6 | Polen | Stadionul Dinamo, Bukarest |
| 14. April 1974 |          |        |       | Stadionul Dinamo, Bukarest |

| 28. April 1974 | Marokko | 0 : 8 | Polen | Stade du C.O.C., Casablanca |
| 28. April 1974 |         |       |       | Stade du C.O.C., Casablanca |

| 12. Mai 1974 | Polen | 0 : 4 | Spanien | Stadion Poznań, Posen |
| 12. Mai 1974 |       |       |         | Stadion Poznań, Posen |

| 19. Mai 1974 | Rumänien | 20 : 9 | Spanien | Stadionul UMT, Timișoara |
| 19. Mai 1974 |          |        |         | Stadionul UMT, Timișoara |

| 1974 | Polen     | 0 : 6 | Frankreich A |  |
| 1974 | (forfait) |       |              |  |

## Zweite Division
|    | Land             | Spiele | Siege | Unent. | Ndlg. | Spiel- punkte | Diff. | Tabellen- punkte |
| -- | ---------------- | ------ | ----- | ------ | ----- | ------------- | ----- | ---------------- |
| 1. | Italien          | 4      | 3     | 1      | 0     | 55:23         | + 32  | 11               |
| 2. | Tschechoslowakei | 4      | 2     | 2      | 0     | 47:12         | + 35  | 10               |
| 3. | Deutschland      | 4      | 2     | 1      | 1     | 56:40         | + 16  | 9                |
| 4. | Jugoslawien      | 4      | 1     | 0      | 3     | 24:77         | − 53  | 6                |
| 5. | Portugal         | 4      | 0     | 0      | 4     | 13:43         | − 30  | 2                |

| 21. Oktober 1973 | Tschechoslowakei | 32 : 3 | Jugoslawien | Prag |
| 21. Oktober 1973 |                  |        |             | Prag |

| 4. November 1973 | Italien | 3 : 3 | Tschechoslowakei | Stadio Mario Battaglini, Rovigo |
| 4. November 1973 |         |       |                  | Stadio Mario Battaglini, Rovigo |

| 11. November 1973 | Jugoslawien | 7 : 25 | Italien | Zagreb |
| 11. November 1973 |             |        |         | Zagreb |

| 10. Februar 1974 | Portugal | 3 : 11 | Italien | Estádio Universitário de Lisboa, Lissabon |
| 10. Februar 1974 |          |        |         | Estádio Universitário de Lisboa, Lissabon |

| 7. April 1974 | Deutschland | 20 : 10 | Portugal | Stadion am Bischofsholer Damm, Hannover |
| 7. April 1974 |             |         |          | Stadion am Bischofsholer Damm, Hannover |

| 1. Mai 1974 | Jugoslawien | 6 : 20 | Deutschland | Gradski stadion, Makarska |
| 1. Mai 1974 |             |        |             | Gradski stadion, Makarska |

| 5. Mai 1974 | Italien | 16 : 10 | Deutschland | Rho |
| 5. Mai 1974 |         |         |             | Rho |

| 26. Mai 1974 | Deutschland | 6 : 6 | Tschechoslowakei | Stadion am Bischofsholer Damm, Hannover |
| 26. Mai 1974 |             |       |                  | Stadion am Bischofsholer Damm, Hannover |

| 1974 | Tschechoslowakei | 6 : 0 | Portugal |  |
| 1974 | (forfait)        |       |          |  |

| 1974 | Portugal  | 6 : 0 | Jugoslawien |  |
| 1974 | (forfait) |       |             |  |

Aufgrund der politischen Situation nach der Nelkenrevolution zog sich Portugal nach nur zwei Spielen aus dem Turnier zurück.